# Femminile Juventus Torino
L'Associazione Sportiva Dilettantistica Femminile Juventus Torino, meglio nota come Juventus Torino, è stata una società calcistica femminile italiana con sede nella città di Torino.

## Storia

### Antefatti
La prima società di calcio femminile a prendere il nome di "Juventus" fu l'ACF Juventus, nota agli esordi come Juventus Val di Lanzo, con sede a Lanzo Torinese. Fu fondata nel 1967 dall'imprenditore cumianese Teresio Signoretto, che la presiedette per tutto il corso della sua storia, e partecipò nel 1968 e nel 1969 ai campionati organizzati dalla UISP, per poi aderire alla FFIGC. Tra il 1971 e il 1974 le bianconere ebbero come allenatore il cecoslovacco Július Korostelev, che le condusse al raggiungimento delle finali scudetto nel 1972. Tra le calciatrici più celebri che militarono nella società bianconera vi furono Maura Fabbri, Liliana Mammina ed Elena Schiavo.
Tuttavia, nel 1976 il patron Signoretto, adducendo comportamenti antisportivi verso di sé e la propria squadra, decise di terminare l'attività ufficiale non iscrivendola più a nessun campionato federale.
In quegli stessi anni fu attiva anche la Real Juventus, guidata dall'imprenditrice Jolanda Boldi, che aderì alla FICF nel 1970. Nell'annata successiva, a seguito della crisi societaria della Gommagomma, alla società bianconera approdò in qualità di direttrice sportiva Valeria Rocchi, la quale portò con sé diverse calciatrici, tra le quali figuravano anche la nazionale svizzera Madeleine Boll e la bomber Elisabetta Vignotto: anche grazie a questi rinforzi, le bianconere riuscirono a vincere il campionato italiano FICF.
Nel 1972 la compagine bianconera figurò tra i dissidenti che si rifiutarono di aderire alla neocostituita FFIUAGC, ma nel 1973, a seguito della dissoluzione della stessa FICF, l'attività sportiva della società venne definitivamente interrotta.

### Nascita e ascesa (1978-2013)

Rita Guarino, tra le calciatrici più note ad avere indossato la maglia del club, qui nella stagione 1990-1991.

La società nacque a Nichelino nel 1978 come Vernici Martino, assumendo due anni dopo la denominazione di Juventus Martino, per poi divenire nel 1981 Juve Piemonte. In questi anni, durante i quali cambiò spesso nome per abbinamento, dalla Serie C cominciò a risalire la china fino ad arrivare in Serie A nell'annata 1985.  Nella stagione 1990-1991 giunse seconda nel campionato di Serie B: conquistò la promozione in Serie A il 5 maggio 1991, allo stadio Flaminio di Roma, dopo aver vinto lo spareggio contro l'Acireale. Tornata in massima categoria nell'annata 1991-1992, stavolta come FCF Juventus, retrocedette due stagioni più tardi.
Tra gli anni 90 e gli anni 2000 tornò frequentemente a mutare denominazione, principalmente a seguito di fusioni con altri club minori dell'hinterland torinese quali la Libertas Beinasco e la CaprieVillarAlmese, società con sede a Villar Dora. Nel 2002 prese la denominazione di Juventus 1978, assumendo infine dal 2006 l'attuale nome. Nel 2009 affrontò una nuova fusione, stavolta con il Real Canavese, club di San Giusto Canavese. Disputò il campionato di Serie A2  dalla stagione 2009-2010 a quella 2011-2012, quando retrocedette in Serie C dopo aver perso i play-out contro l'Atletico Oristano. Vincendo il successivo campionato di Serie C, guadagnò la promozione al campionato di Serie B 2013-2014.

### Declino e scioglimento (2013-2024)
Al termine della stagione 2013-2014 la società rinunciò a proseguire l'attività in Serie B, ripartendo dal campionato regionale di Serie C. Al termine dell'annata 2015-2016, vinse il campionato di Serie C e batté in finale di Coppa Piemonte il Romagnano, portando in bacheca due trofei prima della promozione in Serie B. La successiva permanenza tra i cadetti durò due stagioni e si concluse nel 2018 con la retrocessione in Serie C. Frattanto, con l'istituzione della squadra femminile ufficiale della più nota Juventus, dal 2017 la società aveva perso l'appellativo colloquiale di "Juventus Femminile" che l'aveva accompagnata fin qui.
La squadra disputò nella terza divisione i campionati 2018-2019 e 2019-2020, finché nella stagione 2020-2021 la società rinunciò a iscriversi alla Serie C, scegliendo di ripartire dal campionato regionale di Eccellenza. Nelle stagioni 2022-2023 e 2023-2024 la squadra vinse la Coppa Italia Eccellenza Piemonte, superando in finale, rispettivamente, il Moncalieri e l'Alessandria. Al termine di quest'ultima annata la società si scioglie, dopo 46 anni di storia.

## Cronistoria
| Cronistoria dell'Associazione Sportiva Dilettantistica Femminile Juventus Torino |
| --- |
| - 1978 - Nasce la Girls Ball Torino Vernici Martino di Nichelino. Si iscrive in Serie C regionale. - 1978 - Nel girone unico della Serie C Piemontese. Cambia denominazione e sede in A.C.F. Vernici Martino di Torino. - 1979 - Nel girone unico della Serie C Piemontese. - 1980 - Nel girone unico della Serie C Piemontese. Cambia denominazione in A.C.F. Juventus Martino. - 1981 - In Serie C Piemontese. Cambia denominazione in A.C.F. Juve Piemonte. - 1982 - In Serie C Piemontese. La Serie C diventa un campionato nazionale. - 1983 - 1ª nel girone A della Serie C. Promossa in Serie B. Cambia denominazione in F.C.F. Elettrik Elcat Juve Piemonte. - 1984 - 1ª nel girone A della Serie B. Promossa in Serie A. Vince le finali ed è Campione di Serie B 1984. Cambia denominazione in F.C.F. Juve Piemonte. - 1985 - 6ª in Serie A. Cambia denominazione in F.C.F. Juventus Bastino. - 1985-1986 - 4ª in Serie A. - 1986-1987 - 15ª in Serie A. Retrocede in Serie B, ma rinuncia al campionato iscrivendosi ai campionati regionali piemontesi di Serie C. Cambia denominazione in F.C.F. Juventus. - 1987-1988 - In Serie C Piemonte-Valle d'Aosta. - 1988-1989 - In Serie C Piemonte-Valle d'Aosta. Promossa in Serie B. - 1989-1990 - 6ª nel girone A della Serie B. - 1990-1991 - 2ª nel girone A della Serie B. Promossa in Serie A dopo aver vinto lo spareggio per la promozione. - 1991-1992 - 13ª in Serie A. - 1992-1993 - 15ª in Serie A. Retrocede in Serie B. Rinuncia al campionato di Serie B e si iscrive in Serie C - 1993-1994 - In Serie C Piemonte-Valle d'Aosta. Promossa in Serie B. - 1994-1995 - 14ª nel girone A della Serie B. Retrocede in Serie C. - 1995-1996 - In Serie C Piemonte-Valle d'Aosta. - 1996-1997 - In Serie C Piemonte-Valle d'Aosta. - 1997-1998 - In Serie C Piemonte-Valle d'Aosta. Si fonde con la Libertas Beinasco cambiando la denominazione in Libertas Beinasco Juventus. - 1998-1999 - 1ª nel girone unico della Serie C Piemonte-Valle d'Aosta, perde i play-off d'accesso alla Serie B. - 1999-2000 - 6ª nel girone unico della Serie C Piemonte-Valle d'Aosta. Si fonde con la CaprieVillarAlmese cambiando la denominazione in F.C.F. Juventus C.V.A. - 2000-2001 - 1ª nel girone A della Serie C Piemonte-Valle d'Aosta. Promossa in Serie B. - 2001-2002 - 8ª nel girone A della Serie B. Rinuncia alla Serie B e s'iscrive in Serie C Piemonte-Valle d'Aosta. - 2002-2003 - 12ª nel girone unico della Serie C Piemonte-Valle d'Aosta. Cambia denominazione in F.C.F. Juventus 1978. - 2003-2004 - 1ª nel girone unico della Serie C Piemonte-Valle d'Aosta. Promossa in Serie B. - 2004-2005 - 4ª nel girone A della Serie B. - 2005-2006 - 6ª nel girone A della Serie B. - 2006-2007 - 6ª nel girone A della Serie B. Cambia denominazione in A.S.D. Femminile Juventus Torino. - 2007-2008 - 6ª nel girone A della Serie B. - 2008-2009 - 7ª nel girone A della Serie B. - 2009-2010 - 2ª nel girone A della Serie B. Promossa in Serie A2. Si fonde con la Real Canavese. - 2010-2011 - 8ª nel girone A della Serie A2. - 2011-2012 - 11ª nel girone A della Serie A2. Retrocede in Serie C dopo i play-out. - 2012-2013 - 1ª nel girone unico della Serie C Piemonte-Valle d'Aosta. Promossa in Serie B. - 2013-14 - 7ª nel girone A di Serie B. Rinuncia al campionato di Serie B e si iscrive in Serie C. - 2014-2015 - 5ª nel girone unico della Serie C Piemonte-Valle d'Aosta. - 2015-2016 - 1ª nel girone unico della Serie C Piemonte-Valle d'Aosta. Promossa in Serie B. - 2016-2017 - 6ª nel girone A della Serie B. - 2017-2018 - 5ª nel girone A della Serie B. Retrocede in Serie C. - 2018-2019 - 6ª nel girone A della Serie C. - 2019-2020 - 11ª nel girone A della Serie C. Rinuncia al campionato di Serie C e si iscrive in Eccellenza. - 2020-2021 - 1ª nel girone A di Eccellenza Piemonte-Valle d'Aosta. - 2021-2022 - 2ª nel girone A di Eccellenza Piemonte-Valle d'Aosta. - 2022-2023 - 2ª nel girone B di Eccellenza Piemonte-Valle d'Aosta. Vince la Coppa Italia Eccellenza Piemonte (1º titolo). - 2023-2024 - 1ª nel girone B di Eccellenza Piemonte-Valle d'Aosta. Vince la Coppa Italia Eccellenza Piemonte (2º titolo). - 2024 - Scioglimento della società. |

## Palmarès

### Competizioni nazionali
- Campionato italiano di Serie B: 1

1984

### Competizioni regionali
- Coppa Italia Eccellenza Piemonte: 2

2022-2023, 2023-2024